# Verzorgingsplaats De Paal
Verzorgingsplaats De Paal is een Nederlandse verzorgingsplaats, gelegen aan de zuidzijde van A1 Amsterdam-Oldenzaal tussen afritten 21 en 22 in de gemeente Voorst. In september 2011 zijn middels een veiling de huurrechten van het tankstation voor 3,8 miljoen euro verkocht aan TotalEnergies.
Aan de andere kant van de snelweg ligt even verderop verzorgingsplaats Vundelaar.
Richting Oldenzaal:
Honswijck · 
Ronduit · 
De Slaag · 
Palmpol ·
Tolnegen · 
Lucasgat · 
Bruggelen · 
De Paal · 
Boermark · 
Bolder · 
Het Lonnekermeer
Richting Amsterdam:
De Poppe · 
Het Veelsveld · 
Struik · 
De Hop · 
Vundelaar · 
De Hucht · 
De Strubben · 
Tolnegen · 
Aanschoten · 
Uilengoor · 
De Middelaar · 
Neerduist · 
Bastion · 
Hackelaar